# Don Ellis
Don Ellis (Los Angeles, 25 luglio 1934 – Hollywood, 17 dicembre 1978) è stato un trombettista e compositore statunitense.

## Carriera
Ad inizio carriera collabora con l'orchestra di Maynard Ferguson e il gruppo di George Russell (con Eric Dolphy, Steve Swallow e Dave Baker, e le composizioni di Carla Bley), poi incide come leader con, fra gli altri, Jaki Byard, Ron Carter e Paul Bley, in piccoli gruppi avanguardistici. Album a suo nome sono How time passes, New ideas, Out of nowhere.
Nel 1966 debutta la sua straordinaria orchestra, specializzata in ritmi dispari e molto complicati, derivati dalla musica indiana. Dopo il suo capolavoro "Electric bath", arricchito da strumenti elettrici e atmosfere fusion, Ellis arriva a Hollywood dove realizza colonne sonore notevoli tra le quali Il braccio violento della legge e Il braccio violento della legge Nº 2. Ha inventato (e suonato con interessanti risultati) una tromba dotata di un quarto pistone che serve a emettere i quarti di tono (Quarter-tone trumpet) e il Superbone, che combina la coulisse del trombone a tiro coi pistoni della normale tromba.
Muore d'infarto a 44 anni, pochi giorni dopo il bel concerto immortalato in Live in Montreux. Altri album fondamentali Live in 3 & 3/4 /4 time, Live in Monterey e Shock treatment, tutti della fine anni sessanta.